# Canzoniere Vaticano latino 3793
Il manoscritto Vaticano Latino 3793, conservato presso la Biblioteca Apostolica Vaticana, è una raccolta (canzoniere) di poeti italiani del Duecento.

## Struttura
Il codice siglato Vaticano latino 3793 della Biblioteca Apostolica Vaticana è il più ampio manoscritto della lirica italiana delle origini: contiene circa mille componimenti, mentre tutti gli altri manoscritti di poesia "pre-stilnovista" oltrepassano appena, nell'insieme, il numero di cinquecento. Senza questo codice, di molti autori oggi avremmo perso completamente notizia.
La raccolta è divisa in due parti: la prima comprende solo canzoni (137), la seconda sonetti (670). Nell'ordinamento del progetto, nella struttura e nell'ordine degli autori, presumibilmente dovuti allo scriba che copiò la maggior parte dei testi, è stato da più critici ravvisato un preciso disegno storiografico che traccia l'evoluzione della lirica volgare italiana dalla cosiddetta Scuola siciliana, attraverso i poeti Siculo-toscani, fino a Dante e al cosiddetto Amico di Dante.
Di seguito si elencano i contenuti principali dei diversi fascicoli del manoscritto:
1. Indice degli autori;
2. Giacomo da Lentini (Madonna, dir vi voglio);
3. Rinaldo d'Aquino, Jacopo Mostacci;
4. Cielo d'Alcamo, Ruggieri Apugliese e Giacomino Pugliese;
5. Mazzeo di Ricco, re Enzo, Percivalle Doria, Compagnetto da Prato, Messer Osmano, Neri de' Visdomini, Ruggierone da Palermo;
6. Guido Guinizzelli, Nascimbene di Bologna, Tomaso di Faenza, Roberto Galliziani di Pisa, Bonagiunta Orbicciani;
7. Guittone d'Arezzo;
8. Ancora Guittone (Ahi lasso, or è stagion del doler tanto);
9. Poeti fiorentini: Chiaro Davanzati e Monte Andrea;
10. Chiaro Davanzati;
11. Chiaro Davanzati (in tutto presente con sessanta canzoni);
12. Chiaro Davanzati e anonimi;
13. Monte Andrea;
14. poeti fiorentini già antologizzati tra cui: Bonagiunta, Guido delle Colonne (Amor, che lungiamente m'ài menato), Monte;
15. Interviene un secondo scriba; Dante Alighieri (Donne ch'avete intelletto d'amore), serie di canzoni anonime, attribuite da Gianfranco Contini  all'"Amico di Dante" ;
16. Mancante;
17. Mancante; si presume dovessero rimanere "bianchi" per nuovi inserimenti in corso d'opera;
18. Apre la serie dei sonetti: Giacomo da Lentini: tenzoni (scambio di sonetti tra due o più poeti) sulla natura d'amore;
19. Guittone d'Arezzo (80 sonetti) e altri rimatori toscani;
20. Rimatori fiorentini minori;
21. Chiaro Davanzati (122 sonetti);
22. Tenzoni di ambiente toscano municipale;
23. Idem;
24. idem;
25. Rustico di Filippo, varie tenzoni e  sonetti dell'"Amico di Dante".